# Théodore Bivaud
Théodore Bivaud est un homme politique français né le 24 janvier 1775 à Petit-Mars et mort le 12 novembre 1854 à Châteaubriant.

## Biographie
Théodore Bivaud est le fils de Jacques Bivaud, notaire et procureur de plusieurs juridictions, et de Perrinne Bernardeau.
Avoué à Châteaubriant, il est élu député à la Chambre des Cent-Jours le 10 mai 1815.